# Joghtai
Joghatāy o Joghtāy (farsi جغتای) è il capoluogo dello shahrestān di Joghtai, circoscrizione Centrale, nella provincia del Razavi Khorasan in Iran. Aveva, nel 2006, una popolazione di 6.027 abitanti. Il nome della città deriva da quello di Djagatai, il secondo figlio di Gengis Khan.